# Герхард фон дер Остен
Герхард фон дер Остен (на немски: Gerhard von der Osten; на латински: Gerus/Gerardus ab Osta; † сл. 1236) е рицар, първият известен благородник от стария род фон дер Остен от Херцогство Померания. Той е споменат в документ през 1178 г. като „Герус/Герардус аб Оста“. 
През 1176 г. Герхард фон дер Остен е рицар във войската на херцог Хайнрих Лъв. През 1236 г. той е свидетел при договор между херцог Ото фон Брауншвайг и архиепископ Герхард II фон Бремен.

## Фамилия
Герхард фон дер Остен се жени за Маргарета фон Хаген-Шверин, сестра на Фридрих фон Хаген († 1239), епископ на Шверин (1238 – 1239), дъщеря на Гунцел I фон Хаген, граф на Шверин († 1185) и съпругата му Ода фон Люхов († 1191). Те имат два сина:
- Херман фон дер Остен (* ок. 1175; † 1249), министериал на епископа на Падерборн, рицар, господар на Демин, женен ок. 1210 г. за Елизабет фон Бер (* ок. 1190; † 1249), дъщеря на Еберхард фон Бер († сл. 1197); имат два сина
- Хайнрих де Остен (* пр. 1210; † сл. 1230), министериал, рицар, съосновател на град Щралзунд (1209); има три сина